# Estació de Sant Cugat Coll Favà
Sant Cugat Coll Favà, anteriorment Sant Cugat del Vallès, és una estació de ferrocarril, propietat d'Adif, situada al nord de la població de Sant Cugat del Vallès, a la comarca del Vallès Occidental. L'estació es troba a la línia Castellbisbal / el Papiol - Mollet, per on circulen trens de la línia R8 de Rodalies de Catalunya, operat per Renfe Operadora, i trens de mercaderies. L'estació és un intercanviador no directe amb la d'FGC de Volpelleres, que es troba a 730 metres de distància a peu.
Aquesta estació de la línia de Mollet al Papiol es va construir l'any 1982, com la resta de la línia, que es va construir com a ferrocarril orbital per evitar que els trens de mercaderies passessin per Barcelona. Però no va ser fins al 23 de maig de 2005 que va donar servei a trens de passatgers, amb l'entrada en funcionament de la R7 de Rodalies Barcelona, inaugurada oficialment el dia 16 de maig. A l'estació es van haver de fer obres per iniciar-hi el servei comercial. Posteriorment, el dia 26 de juny de 2011, es posà en servei la nova línia R8 de Rodalies de Catalunya, en substitució de la R7 de Rodalies Barcelona, que quedà escurçada entre l'estació de Sant Andreu Arenal per un costat —que n'és el nou inici— fins a l'estació de Cerdanyola Universitat, que n'és el nou final, amb enllaç amb la línia R8. La línia R8 és la primera línia de Rodalies de Catalunya, a l'àrea de Barcelona, que no passa per Barcelona.
Està previst el trasllat de l'actual estació de Sant Cugat del Vallès d'Adif just a sota de l'estació d'FGC de Volpelleres, de manera que l'intercanvi entre les línies S2 i S6 d'FGC i la línia R8 de Rodalies de Catalunya sigui més eficient i ràpid que actualment. Per tant, aquesta estació es clausurarà per proximitat amb la futura estació. De moment, però, es tracta només d'un projecte. En març de 2022 es va anunciar un canvi de nom que afecta dues estacions de Sant Cugat, amb l'objectiu de reduir l'ambiguitat. El nou nom va substituir l'anterior Sant Cugat del Vallés.
L'any 2019 va registrar l'entrada de 106.000 passatgers.

## Serveis ferroviaris
| Rodalia de Barcelona   |                     |       |                        |                        |
| Procedència/Destinació | <                   | Línia | >                      | Procedència/Destinació |
| Martorell Central      | Rubí Can Vallhonrat |       | Cerdanyola Universitat | Granollers Centre      |
| Projectat              |                     |       |                        |                        |
| Martorell Central      | Hospital General    | obres | Cerdanyola Universitat | Granollers Centre      |

Vegeu Volpelleres pel que fa als serveis ferroviaris de Ferrocarrils de la Generalitat de Catalunya, amb els quals es pot enllaçar des d'aquesta estació.

## Tarifació
Aquesta estació s'ubica dins de la tarifa plana de l'àrea metropolitana de Barcelona: qualsevol trajecte entre dos dels municipis de l'àrea metropolitana de Barcelona valida com a zona 1.

## Galeria d'imatges

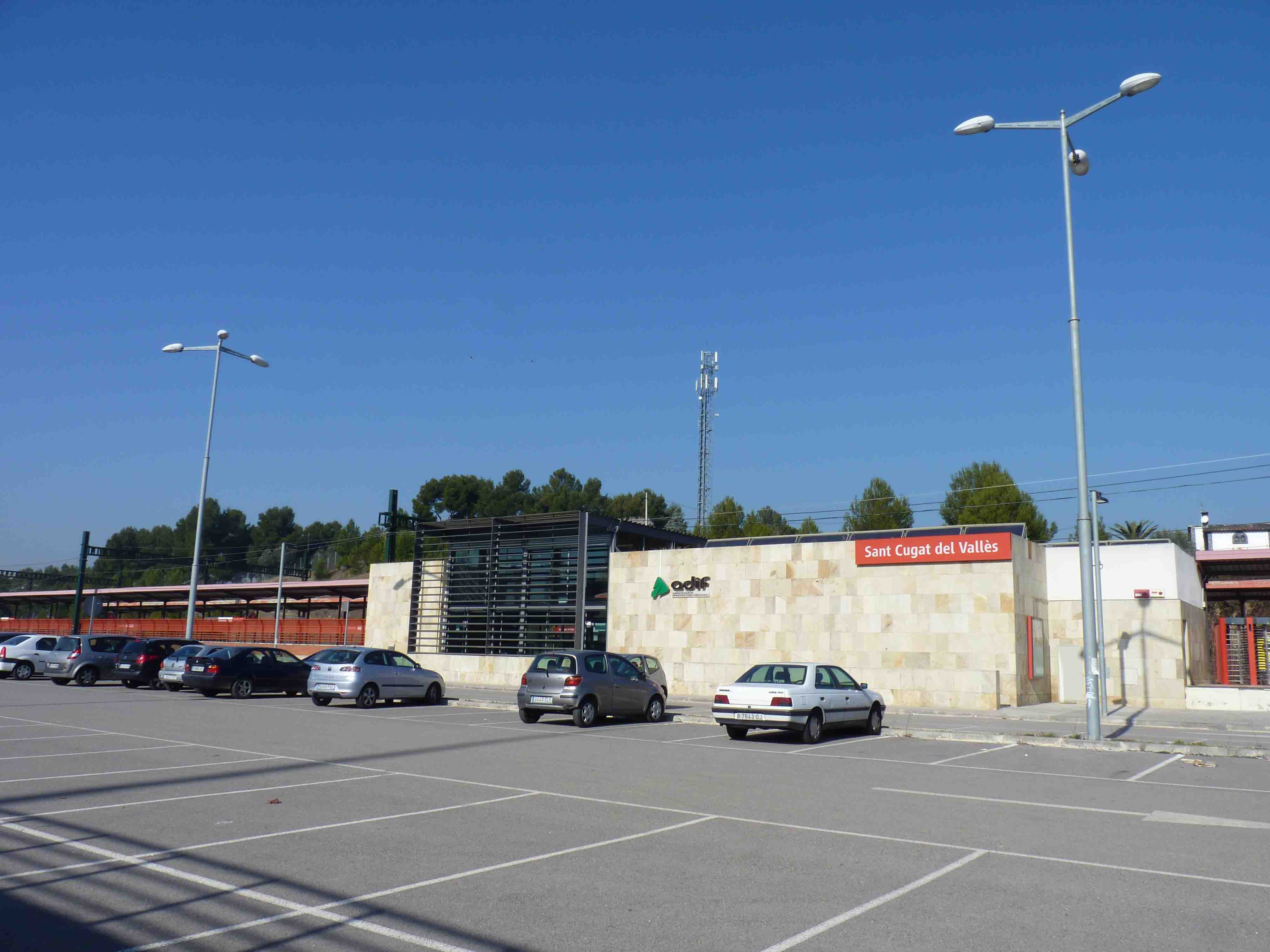
L'estació disposa d'un aparcament
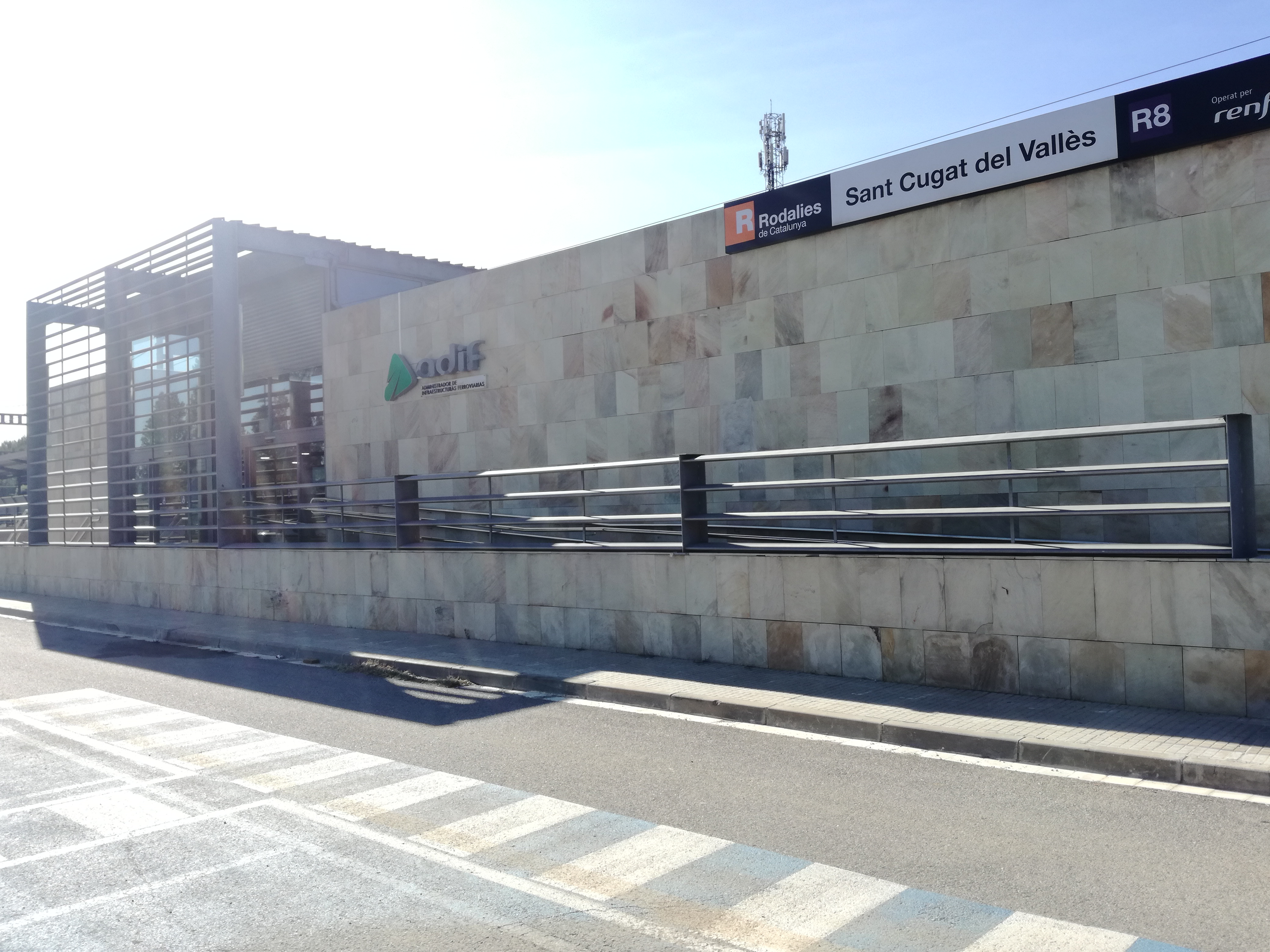
Rètol i accés després de la reforma
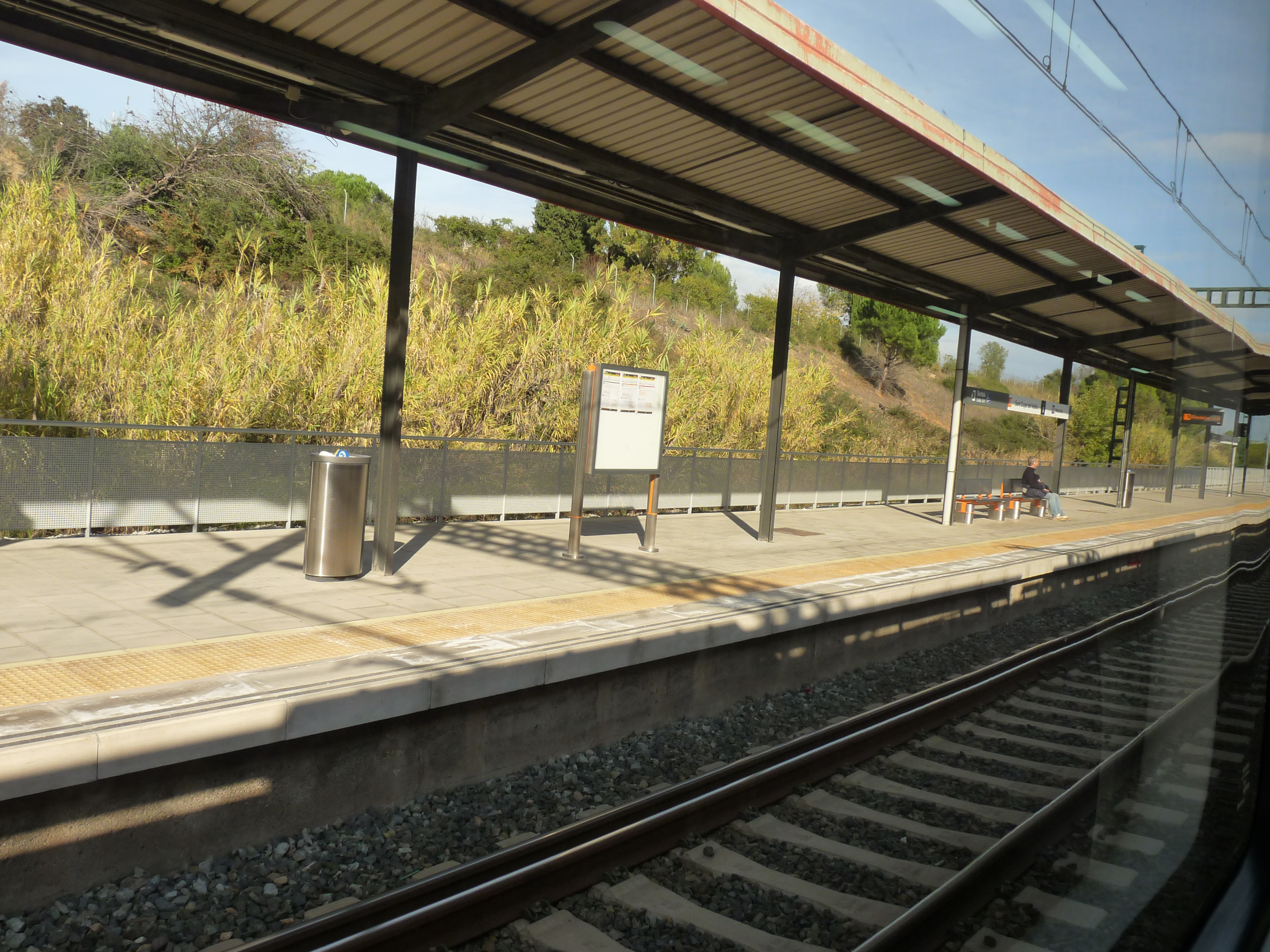
Andana direcció Martorell
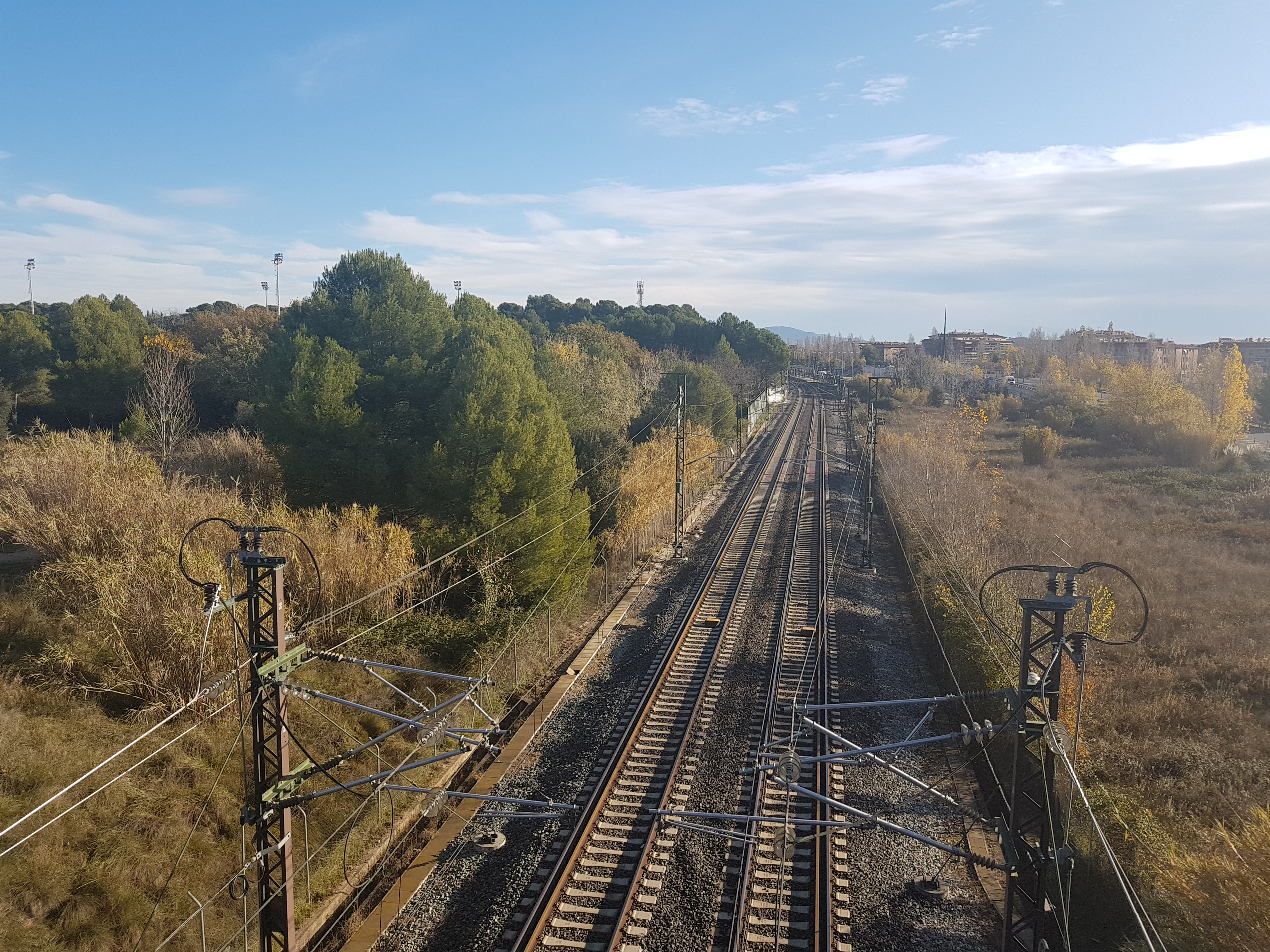
Ubicació prevista per l'intercanviador